# Naji Boustani
Naji Boustany (né au Chouf en 1941) est un homme politique libanais.
Diplômé en droit de l’Université Saint-Joseph de Beyrouth en 1962, il entre au barreau en 1966.
Opposant à Walid Joumblatt contre lequel il a mené – sans succès – des listes électorales en 1996 et 2000, il est proche du Président de la république Émile Lahoud.
Il occupe le poste de ministre de la Culture entre 2004 et 2005 dans le gouvernement de Omar Karamé. C’est au cours de ses fonctions qu’il a représenté Lahoud au Sommet de la Francophonie de Bamako en 2004.
Il joue un rôle de premier plan dans l’enquête internationale sur l’assassinat de Rafiq Hariri, en qualité d’avocat de deux des chefs de services de renseignement accusés d’implication dans ce meurtre.